# Ulrich von Frundsberg
Ulrich von Frundsberg († 10. August 1493 in Cavalese) war von 1488 bis 1493 Fürstbischof von Trient.

## Herkunft und Ausbildung

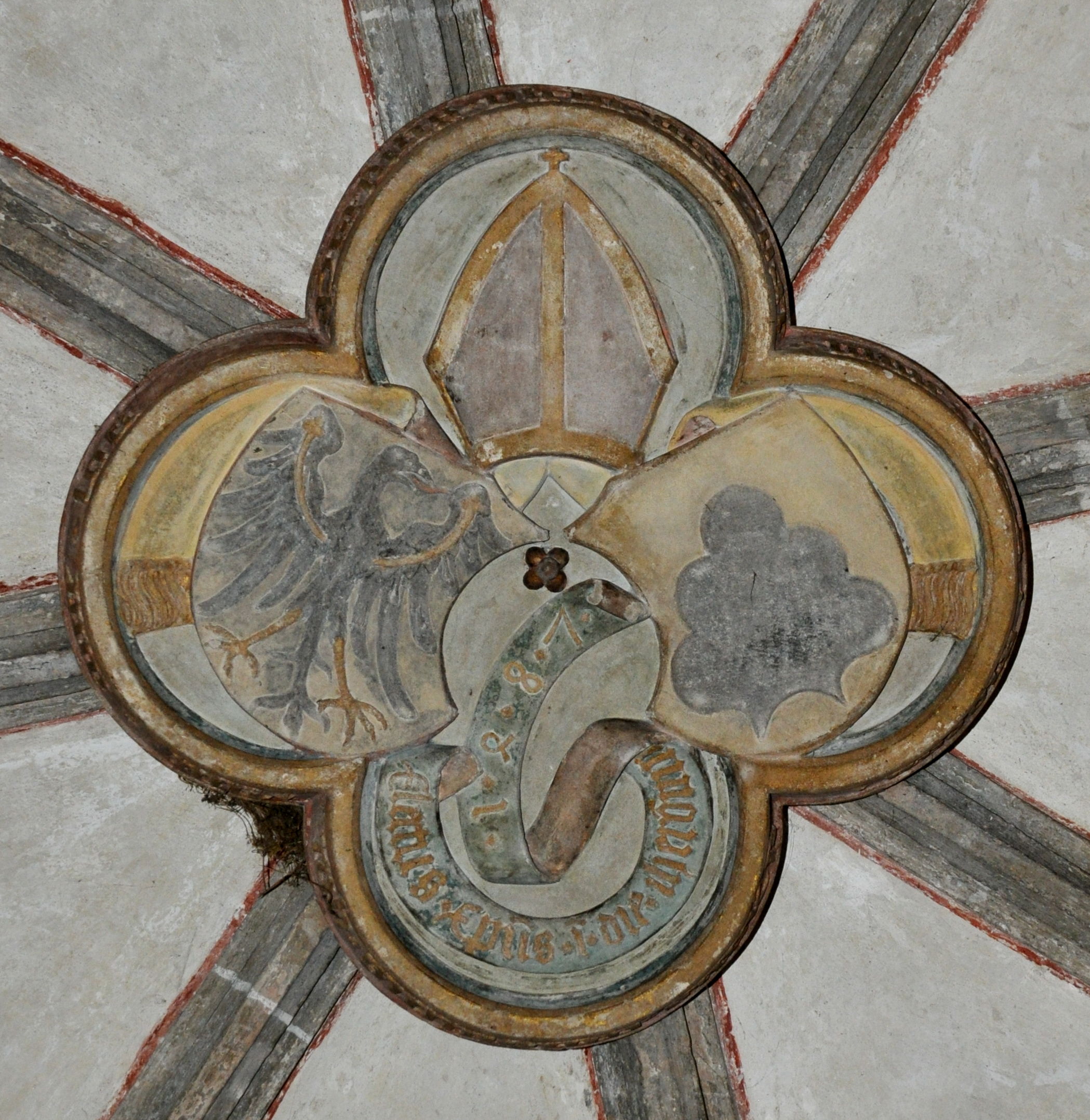
Allianzwappen von Bischof Ulrich von Frundsberg -Bistum Trient und Haus Frundsberg- (Augsburger Domkreuzgang, 1487)

Ulrich von Frundsberg war der Sohn von Ulrich von Frundsberg (1425–1501) und Barbara von Rechberg-Mindelheim († 1506). Die Frundsberg, ein Tiroler Adelsgeschlecht, sind im 12. Jahrhundert in Schwaz belegt, vermutlich als Ministeriale der Freisinger Bischöfe. Ulrichs gleichnamiger Vater, Hauptmann des Schwäbischen Bundes und Rat des Tiroler Herzogs Sigismund, verkaufte 1467/68 seinen Besitz in Tirol und erwarb gemeinsam mit seiner Frau Barbara, einer Tochter von Bero von Rechberg, Herr von Mindelheim, und Barbara von Rottenburg, die Herrschaft Mindelheim in Schwaben. Der Landsknechtführer Georg von Frundsberg war der jüngere Bruder von Ulrich.
Ulrich studierte die Rechte, 1469 und 1486 ist er als Domherr in Brixen belegt, weitere Kanonikate in Augsburg und Freising erhielt er 1473. Er ist 1475 als Domherr in Trient bezeugt, auf die Freisinger Pfründe verzichtete er 1489.

## Bischof
Am 30. September 1486 wählte das Trienter Domkapitel Ulrich von Frundsberg zum Bischof. Die päpstliche Bestätigung erfolgte erst am 11. Juli 1488, die Bischofsweihe erhielt Frundsberg in Rom. Er nahm am 7. August sein Bistum in Besitz, die Regalien wurden ihm am 24. September 1488 verliehen.
1489 wurde zum ersten Mal nach 50 Jahren eine Diözesansynode abgehalten. Frundsberg kümmerte sich um den Ausbau der bischöflichen Bibliothek und der Wallfahrtskirche von Sanzeno im Val di Non. Frundsberg starb am 10. August 1493 in Cavalese und wurde im Dom von Trient bestattet.